# Danh sách đĩa nhạc của TVXQ
Đây là danh sách đĩa hát của nhóm nhạc nam TVXQ (hay DBSK tại Hàn Quốc và Tohoshinki ở Nhật Bản, đang hoạt động ở cả hai nước). Được thành lập năm 2003, cho đến nay họ đã phát hành tổng cộng tám album tiếng Hàn Quốc (có năm album tái phát hành, chưa tính hai album phát hành đặc biệt), một album Giáng sinh bằng tiếng Hàn Quốc, mười album tiếng Nhật Bản, bốn album tuyển tập, chín album live, bốn album remix.
Nhóm đã bán được hơn 14 triệu đĩa kể từ năm 2004, bao gồm gần 9.4 triệu đĩa ở Nhật, trở thành một trong thần tượng K-pop bán chạy nhất mọi thời đại.
TVXQ phát hành đĩa đơn đầu tiên của nhóm "Hug" vào năm 2004. Album phòng thu đầu tiên "Tri-Angle" xếp thứ nhất Monthly Albums Chart của MIAK (Hiệp hội Công nghiệp Âm nhạc Hàn Quốc). Năm 2005, nhóm bắt đầu tấn công thị trường Nhật Bả. Album phòng thu tiếng Nhật đầu tiên "Heart, Mind and Soul" phát hành năm 2006 tuy chỉ bán được chưa đến 10.000 bản nhưng cũng đứng hạng 25 Oricon Albums Chart. Từ đây lượng bán ra bắt đầu có sự cải thiện khi album phòng thu tiếng Nhật thứ hai "Five in the Black" xếp thứ 10 trên Oricon. Album thứ ba tại Nhật, "T", đã đạt được Chứng nhận vàng của RIAJ.
Tháng 9 năm 2008, nhóm phát hành album tiếng Hàn thứ tư mang tên "Mirotic", album được coi là thành công về mặt thương mại nhất cho đến bây giờ. Tháng 3 năm 2009, TVXQ phát hành album phòng thu tiếng Nhật thứ tư "The Secret Code" và nhận được chứng nhận Bạch kim đầu tiên. Một năm sau, "Best Secletion 2010" được phát hành và trở thành album đạt được chứng nhận double-platinum từ RIAJ sau một tháng lên kệ. Best Selection 2010 cũng là album cuối cùng có sự góp mặt của ba thànhg viên Jaejoong, Yoochun và Junsu.
Trở lại sau một năm đóng băng hoạt động, nhóm đã trở lại với hai thành viên Yunho và Changmin cùng album "Keep Your Head Down" đạt hạng Nhất trên Gaon Album Chart.

## Album phòng thu
| Tên album                                                            | Thông tin | Xếp hạng cao nhất | Xếp hạng cao nhất | Xếp hạng cao nhất | Xếp hạng cao nhất | Số bản tiêu thụ                                               | Chứng nhận       |
| Tên album                                                            | Thông tin | KOR [A]           | JPN               | TW                | US World          | Số bản tiêu thụ                                               | Chứng nhận       |
| Tiếng Hàn                                                            | |                   |                   |                   |                   |                                                               |                  |
| Tri-Angle                                                            | - Ngày phát hành: 13 tháng 10 năm 2004 - Hãng đĩa: SM Entertainment - Định dạng: Cassette, CD, VCD, tải kĩ thuật số                                       | 35                | 93                | —                 | —                 | - Hàn: 304,628 (tính đến 2008)                                |                  |
| Tri-Angle                                                            | TVfXQ! Special Photo Essay In L.A (Storybook) - Ngày phát hành: 20 tháng 10 năm 2004 - Hãng đĩa: SM Entertainment - Định dạng: CD, VCD                    | 35                | 93                | —                 | —                 | - Hàn: 304,628 (tính đến 2008)                                |                  |
| Rising Sun                                                           | - Ngày phát hành: 12 tháng 9 năm 2005 - Hãng đĩa: SM Entertainment - Định dạng: Cassette, CD, tải kĩ thuật số                                             | 34                | —                 | —                 | —                 | - Hàn: 290,809 (tính đến 2008)                                |                  |
| Rising Sun                                                           | Five Secret Story (Storybook) - Ngày phát hành: 28 tháng 11 năm 2005 - Hãng đĩa: SM Entertainment - Định dạng: CD, VCD                                    | 34                | —                 | —                 | —                 | - Hàn: 290,809 (tính đến 2008)                                |                  |
| "O"-Jung.Ban.Hap.                                                    | - Ngày phát hành: 29 tháng 9 năm 2006 - Hãng đĩa: SM Entertainment - Định dạng: Cassette, CD, DVD, tải kĩ thuật số                                        | 5                 | —                 | 5                 | —                 | - Hàn: 397,630 (tính đến 2008)                                |                  |
| "O"-Jung.Ban.Hap.                                                    | "O"-Jung.Ban.Hap. - Versions C + D (Repackages) - Ngày phát hành: 13 tháng 11 năm 2006 - Hãng đĩa: SM Entertainment - Định dạng: CD, DVD, tải kĩ thuật số | 5                 | —                 | 5                 | —                 | - Hàn: 397,630 (tính đến 2008)                                |                  |
| Mirotic                                                              | - Ngày phát hành: 26 tháng 9 năm 2008 - Hãng đĩa: SM Entertainment - Định dạng: CD, DVD, tải kĩ thuật số                                                  | 10                | —                 | 2                 | —                 | - Hàn: 517,010 (tính đến 2014)                                |                  |
| Mirotic                                                              | Mirotic — Type C (Repackage) - Ngày phát hành: 12 tháng 11 năm 2008 - Hãng đĩa: SM Entertainment - Định dạng: CD, tải kĩ thuật số                         | 10                | —                 | 2                 | —                 | - Hàn: 517,010 (tính đến 2014)                                |                  |
| Keep Your Head Down                                                  | - Ngày phát hành: 5 tháng 1 năm 2011 - Hãng đĩa: SM Entertainment - Định dạng: CD, DVD, tải kĩ thuật số                                                   | 1                 | 4                 | 4                 | —                 | - Hàn: 327,120 (tính đến 2013) - Nhật: 51,940 (tính đến 2011) |                  |
| Keep Your Head Down                                                  | Before U Go (Repackage) - Ngày phát hành: 16 tháng 3 năm 2011 - Hãng đĩa: SM Entertainment - Định dạng: CD, tải kĩ thuật số                               | 1                 | 4                 | 14                | —                 | - Hàn: 327,120 (tính đến 2013) - Nhật: 51,940 (tính đến 2011) |                  |
| Catch Me                                                             | - Ngày phát hành: 24 tháng 9 năm 2012 - Hãng đĩa: SM Entertainment - Định dạng: CD, DVD, tải kĩ thuật số                                                  | 1                 | 14                | 7                 | 6                 | - Hàn: 356,208 (tính đến 2014) - Nhật: 69,090 (tính đến 2013) |                  |
| Catch Me                                                             | Humanoids (Repackage) - Ngày phát hành: 26 tháng 11 năm 2012 - Hãng đĩa: SM Entertainment - Định dạng: CD, tải kĩ thuật số                                | 1                 | 14                | —                 | 6                 | - Hàn: 356,208 (tính đến 2014) - Nhật: 69,090 (tính đến 2013) |                  |
| Tense                                                                | - Ngày phát hành: 6 tháng 1 năm 2014 - Hãng đĩa: SM Entertainment - Định dạng: CD, tải kĩ thuật số                                                        | 1                 | 4                 | 16                | 2                 | - Hàn: 307,537 (tính đến 2014) - Nhật: 51,572 (tính đến 2014) |                  |
| Tense                                                                | Spellbound (Repackage) - Ngày phát hành: 27 tháng 2 năm 2014 - Hãng đĩa: SM Entertainment - Định dạng: CD, tải kĩ thuật số                                | 2                 | 4                 | 13                | 2                 | - Hàn: 307,537 (tính đến 2014) - Nhật: 51,572 (tính đến 2014) |                  |
| Rise as God                                                          | - Ngày phát hành: 20 tháng 7 năm 2015 - Hãng đĩa: SM Entertainment - Định dạng: CD, tải kĩ thuật số                                                       | 1                 | 6                 | —                 | —                 | - Hàn: 181,625 (tính đến 2015) - Nhật: 34,396 (tính đến 2015) |                  |
| New Chapter #1: The Chance of LoveNew Chapter #1: The Chance of Love | - Ngày phát hành: 28 tháng 3 năm 2018 - Hãng đĩa: SM Entertainment - Định dạng: CD, tải kĩ thuật số                                                       | 1                 | 7                 | —                 | —                 | - Hàn: 146,354 (tính đến 2018) - Nhật: 12,519 (tính đến 2018) |                  |
| Tiếng Nhật                                                           | |                   |                   |                   |                   |                                                               |                  |
| Heart, Mind and Soul                                                 | - Ngày phát hành: 23 tháng 3 năm 2006 - Hãng đĩa: rhythm zone - Định dạng: CD, DVD, tải kĩ thuật số                                                       | 68                | 25                | —                 | —                 | - Nhật: 36,397 (tính đến 2007) - Hàn: 29,947 (tính đến 2006)  |                  |
| Five in the Black                                                    | - Ngày phát hành: 14 tháng 3 năm 2007 - Hãng đĩa: rhythm zone - Định dạng: CD, DVD, tải kĩ thuật số                                                       | —                 | 10                | 6                 | —                 | - Nhật: 62,362 (tính đến 2009) - Hàn: 25,750 (tính đến 2007)  | - RIAJ: Gold     |
| T                                                                    | - Ngày phát hành: 23 tháng 1 năm 2008 - Hãng đĩa: rhythm zone - Định dạng: CD, DVD, tải kĩ thuật số                                                       | —                 | 4                 | 4                 | —                 | - Nhật: 158,524 (tính đến 2010) - Hàn: 26,983 (tính đến 2008) | - RIAJ: Gold     |
| The Secret Code                                                      | - Ngày phát hành: 25 tháng 3 năm 2009 - Hãng đĩa: rhythm zone - Định dạng: CD, DVD, tải kĩ thuật số                                                       | —                 | 2                 | 1                 | —                 | - Nhật: 317,699 (tính đến 2010)                               | - RIAJ: Platinum |
| Tone                                                                 | - Ngày phát hành: 28 tháng 9 năm 2011 - Hãng đĩa: Avex Trax - Định dạng: CD, DVD, tải kĩ thuật số                                                         | 4                 | 1                 | 5                 | —                 | - Nhật: 331,600 (tính đến 2012) - Hàn: 11,765 (tính đến 2011) | - RIAJ: Platinum |
| Time                                                                 | - Ngày phát hành: 6 tháng 3 năm 2013 - Hãng đĩa: Avex Trax - Định dạng: CD, DVD, tải kĩ thuật số                                                          | 6                 | 1                 | 15                | —                 | - Nhật: 298,389 (tính đến 2013) - Hàn: 6,229 (tính đến 2013)  | - RIAJ: Platinum |
| Tree                                                                 | - Ngày phát hành: 5 tháng 3 năm 2014 - Hãng đĩa: Avex Trax - Định dạng: CD, DVD, tải kĩ thuật số                                                          | 15                | 1                 | 9                 | —                 | - Nhật: 265,013 (tính đến 2014) - Hàn: 3,644 (tính đến 2014)  | - RIAJ: Platinum |
| With                                                                 | - Ngày phát hành: 17 tháng 12 năm 2014 - Hãng đĩa: Avex Trax - Định dạng: CD, DVD, tải kĩ thuật số                                                        | 7                 | 1                 | —                 | —                 | - Nhật: 266,824 (tính đến 2015) - Hàn: 2,206 (tính đến 2015)  | - RIAJ: Platinum |
| Tomorrow                                                             | - Ngày phát hành: 19 tháng 9 năm 2018 - Hãng đĩa: Avex Trax - Định dạng: CD, DVD, Bluray, tải kĩ thuật số                                                 | —                 | 1                 | —                 | —                 | - Nhật: 153, 262(tính đến 2018)                               | - RIAJ: Gold     |
| XV                                                                   | - Ngày phát hành: 16 tháng 10 năm 2019 - Hãng đĩa: Avex Trax - Định dạng: CD, DVD, Bluray, tải kĩ thuật số                                                | —                 | —                 | —                 | —                 |                                                               |                  |

## Album tuyển tập
| Tên album                          | Thông tin                                                                                                   | Xếp hạng cao nhất | Xếp hạng cao nhất | Xếp hạng cao nhất | Số bản tiêu thụ                                               | Chứng nhận          |
| Tên album                          | Thông tin                                                                                                   | KOR[A]            | JPN               | TW                | Số bản tiêu thụ                                               | Chứng nhận          |
| ---------------------------------- | --- | ----------------- | ----------------- | ----------------- | ------------------------------------------------------------- | ------------------- |
| Best Selection 2010                | - Ngày phát hành: 17 tháng 2 năm 2010 - Hãng đĩa: rhythm zone - Định dạng: CD, DVD, tải kĩ thuật số         | 1                 | 1                 | 2                 | - Nhật: 569,530 (tính đến 2010) - Hàn: 21,089 (tính đến 2010) | - RIAJ: 2× Platinum |
| Complete: Single A-Side Collection | - Ngày phát hành: 30 tháng 6 năm 2010 - Hãng đĩa: rhythm zone - Định dạng: CD                               | 8                 | 3                 | 12                | - Nhật: 106,265 (tính đến 2011) - Hàn: 3,729 (tính đến 2010)  | - RIAJ: Gold        |
| Single B-Side Collection           | - Ngày phát hành: 30 tháng 6 năm 2010 - Hãng đĩa: rhythm zone - Định dạng: CD                               | 7                 | 4                 | 18                | - Nhật: 100,729 (tính đến 2011) - Hàn: 2,978 (tính đến 2010)  |                     |
| FINE COLLECTION ~Begin Again~      | - Ngày phát hành: 25 tháng 10 năm 2017 - Hãng đĩa: Avex Trax - Định dạng: CD, DVD, Blu-ray, tải kĩ thuật số | —                 | 1                 | —                 | - Nhật: 168,517+                                              | - RIAJ: Gold        |

## Album đặc biệt
| Tên album                    | Thông tin | Số bản tiêu thụ    |
| ---------------------------- | --- | ------------------ |
| The Christmas Gift from TVXQ | - Ngày phát hành: 6 tháng 12 năm 2004 - Hãng đĩa: SM Entertainment - Định dạng: CD, cassette, tải kỹ thuật số | 101,596 (Hàn Quốc) |

## Box set
| Tên album                | Thông tin                                                                     |
| ------------------------ | ----------------------------------------------------------------------------- |
| Complete Set Limited Box | - Ngày phát hành: 30 tháng 6 năm 2010 - Hãng đĩa: rhythm zone - Định dạng: CD |

## Album phối lại
| Tên album                  | Thông tin                                                                                    | Xếp hạng cao nhất | Xếp hạng cao nhất | Số bản tiêu thụ                |
| Tên album                  | Thông tin                                                                                    | JPN               | TW                | Số bản tiêu thụ                |
| Tiếng Nhật                 | Tiếng Nhật                                                                                   | Tiếng Nhật        | Tiếng Nhật        | Tiếng Nhật                     |
| -------------------------- | -------------------------------------------------------------------------------------------- | ----------------- | ----------------- | ------------------------------ |
| TVXQ non-stop mix Vol.1    | - Ngày phát hành: 24 tháng 10 năm 2007 - Hãng đĩa: rhythm zone - Định dạng: CD               | —                 | 17                |                                |
| TVXQ non-stop mix Vol.2    | - Ngày phát hành: 24 tháng 3 năm 2010 - Hãng đĩa: rhythm zone - Định dạng: CD                | —                 | 13                | - Nhật: 50,860 (tính đến 2010) |
| Premium Classic Collection | - Ngày phát hành: 24 tháng 3 năm 2010 - Hãng đĩa: rhythm zone - Định dạng: CD                | —                 | —                 | - Nhật: 10,150 (tính đến 2010) |
| Two of Us                  | - Ngày phát hành: 5 tháng 10 năm 2016 - Hãng đĩa: Avex Trax - Định dạng: CD, tải kĩ thuật số | 2                 | —                 | - Nhật: 30,638 (tính đến 2016) |

## Album nhạc phim
| Tên album | Thông tin                                                                                    | Số bản tiêu thụ |
| --------- | -------------------------------------------------------------------------------------------- | --------------- |
| Vacation  | - Ngày phát hành: 28 tháng 7 năm 2006 - Hãng đĩa: SM Entertainment - Định dạng: CD, cassette | 23.359 (2006)   |

## Album trực tiếp
| Tên album                                                                    | Thông tin                                                                                           | Xếp hạng cao nhất | Xếp hạng cao nhất | Xếp hạng cao nhất | Số bản tiêu thụ                                              |
| Tên album                                                                    | Thông tin                                                                                           | KOR [A]           | JPN               | TW                | Số bản tiêu thụ                                              |
| Tiếng Hàn                                                                    | Tiếng Hàn                                                                                           | Tiếng Hàn         | Tiếng Hàn         | Tiếng Hàn         | Tiếng Hàn                                                    |
| ---------------------------------------------------------------------------- | --------------------------------------------------------------------------------------------------- | ----------------- | ----------------- | ----------------- | ------------------------------------------------------------ |
| The 1st Live Concert Album: Rising Sun                                       | - Ngày phát hành: 12 tháng 7 năm 2006 - Hãng đĩa: SM Entertainment - Định dạng: CD                  | 13                | —                 | —                 | - Hàn: 31,862 (tính đến 2007)                                |
| The 2nd Asia Tour Concert Album "O"                                          | - Ngày phát hành: 18 tháng 6 năm 2007 - Hãng đĩa: SM Entertainment - Định dạng: CD                  | 18                | —                 | 14                | - Hàn: 24,904 (tính đến 2007)                                |
| The 3rd Asia Tour Concert Mirotic                                            | - Ngày phát hành: 30 tháng 7 năm 2009 - Hãng đĩa: SM Entertainment - Định dạng: CD                  | 4                 | —                 | 11                |                                                              |
| The 4th World Tour "Catch Me" Live Album                                     | - Ngày phát hành: 22 tháng 5 năm 2014 - Hãng đĩa: SM Entertainment - Định dạng: CD, tải kĩ thuật số | 3                 | 19                | —                 | - Hàn: 28,106 (tính đến 2014) - Nhật: 16,489 (tính đến 2014) |
| Tiếng Nhật                                                                   | |                   |                   |                   |                                                              |
| Tohoshinki Live CD Collection~Heart, Mind and Soul~                          | - Ngày phát hành: 15 tháng 12 năm 2010 - Hãng đĩa: rhythm zone - Định dạng: CD                      | —                 | —                 | —                 |                                                              |
| Tohoshinki Live CD Collection~Five in the Black in Nippon Budokan 1 Nichime~ | - Ngày phát hành: 15 tháng 12 năm 2010 - Hãng đĩa: rhythm zone - Định dạng: CD                      | —                 | —                 | —                 |                                                              |
| Tohoshinki Live CD Collection ~T~                                            | - Ngày phát hành: 15 tháng 12 năm 2010 - Hãng đĩa: rhythm zone - Định dạng: CD                      | —                 | —                 | —                 |                                                              |
| Tohoshinki Live CD Collection~The Secret Code~ Final in Tokyo Dome           | - Ngày phát hành: 15 tháng 12 năm 2010 - Hãng đĩa: rhythm zone - Định dạng: CD                      | —                 | —                 | —                 |                                                              |
| Tohoshinki Live Tour 2013 ~Time~ in Nissan Stadium                           | - Ngày phát hành: 18 tháng 12 năm 2013 - Hãng đĩa: Avex Trax - Định dạng: Digital EP                | —                 | —                 | —                 |                                                              |

## Đĩa đơn
| Tên single                                                                                 | Năm  | Xếp hạng cao nhất | Xếp hạng cao nhất | Xếp hạng cao nhất | Xếp hạng cao nhất | Xếp hạng cao nhất | Xếp hạng cao nhất | Số bản tiêu thụ | Chứng nhận[D]                                                                             | Album                        |
| Tên single                                                                                 | Năm  | KOR [A]           | KOR 100 [B]       | JPN               | JPN 100 [C]       | RIAJ [D]          | TW                | Số bản tiêu thụ | Chứng nhận[D]                                                                             | Album                        |
| ------------------------------------------------------------------------------------------ | ---- | ----------------- | ----------------- | ----------------- | ----------------- | ----------------- | ----------------- | --------------- | ----------------------------------------------------------------------------------------- | ---------------------------- |
| Tiếng Hàn                                                                                  |      |                   |                   |                   |                   |                   |                   |                 |                                                                                           |                              |
| "Hug"                                                                                      | 2004 | 12                | —                 | 77                | —                 | —                 | —                 |                 |                                                                                           | Tri-Angle                    |
| "My Little Princess"                                                                       | 2004 | 12                | —                 | 77                | —                 | —                 | —                 |                 |                                                                                           | Tri-Angle                    |
| "The Way U Are"                                                                            | 2004 | 68                | —                 | —                 | —                 | —                 | —                 |                 |                                                                                           | Tri-Angle                    |
| "Whatever They Say"                                                                        | 2004 | 68                | —                 | —                 | —                 | —                 | —                 |                 |                                                                                           | Tri-Angle                    |
| "Believe"                                                                                  | 2004 | —                 | —                 | —                 | —                 | —                 | —                 |                 |                                                                                           | Tri-Angle                    |
| "Tri-Angle"                                                                                | 2004 | —                 | —                 | —                 | —                 | —                 | —                 |                 |                                                                                           | Tri-Angle                    |
| "Magic Castle"                                                                             | 2004 | —                 | —                 | —                 | —                 | —                 | —                 |                 |                                                                                           | The Christmas Gift from TVXQ |
| "Hi Ya Ya Summer Day"                                                                      | 2005 | 45                | —                 | —                 | —                 | —                 | —                 |                 |                                                                                           |                              |
| "Rising Sun"                                                                               | 2005 | —                 | —                 | —                 | —                 | —                 | —                 |                 |                                                                                           | Rising Sun                   |
| "Tonight"                                                                                  | 2005 | —                 | —                 | —                 | —                 | —                 | —                 |                 |                                                                                           | Rising Sun                   |
| "Show Me Your Love"                                                                        | 2005 | 28                | —                 | —                 | —                 | —                 | —                 |                 |                                                                                           |                              |
| "Fighting Spirit of the East"                                                              | 2006 | 93                | —                 | —                 | —                 | —                 | —                 |                 |                                                                                           |                              |
| "'O'-Jung.Ban.Hap." ("O"-정.반.합.)                                                        | 2006 | —                 | —                 | —                 | —                 | —                 | —                 |                 |                                                                                           | "O"-Jung.Ban.Hap.            |
| "Balloons"                                                                                 | 2006 | —                 | —                 | —                 | —                 | —                 | —                 |                 |                                                                                           | "O"-Jung.Ban.Hap.            |
| "Mirotic"                                                                                  | 2008 | —                 | —                 | —                 | —                 | —                 | —                 |                 |                                                                                           | Mirotic                      |
| "Wrong Number"                                                                             | 2008 | —                 | —                 | —                 | —                 | —                 | —                 |                 |                                                                                           | Mirotic                      |
| "Why (Keep Your Head Down)"                                                                | 2011 | 5                 | —                 | —                 | —                 | —                 | —                 |                 |                                                                                           | Keep Your Head Down          |
| "Before U Go"                                                                              | 2011 | 15                | —                 | —                 | —                 | —                 | —                 |                 |                                                                                           | Before U Go                  |
| "Catch Me"                                                                                 | 2012 | 16                | 25                | —                 | —                 | —                 | —                 |                 |                                                                                           | Catch Me                     |
| "Humanoids"                                                                                | 2012 | 32                | —                 | —                 | —                 | —                 | —                 |                 |                                                                                           | Humanoids                    |
| "Something"                                                                                | 2014 | 4                 | 7                 | —                 | —                 | —                 | —                 |                 |                                                                                           | Tense                        |
| "Suri Suri (Spellbound)"                                                                   | 2014 | 27                | 52                | —                 | —                 | —                 | —                 |                 |                                                                                           | Spellbound                   |
| "Rise as One"                                                                              | 2015 | —                 | —                 | —                 | —                 | —                 | —                 |                 |                                                                                           | Rise as God                  |
| "Champagne"                                                                                | 2015 | 77                | —                 | —                 | —                 | —                 | —                 |                 |                                                                                           | Rise as God                  |
| Tiếng Nhật                                                                                 |      |                   |                   |                   |                   |                   |                   |                 |                                                                                           |                              |
| "Stay With Me Tonight"                                                                     | 2005 | —                 | —                 | 37                | —                 | —                 | —                 |                 |                                                                                           | Heart, Mind and Soul         |
| "Somebody To Love"                                                                         | 2005 | —                 | —                 | 14                | —                 | —                 | —                 |                 |                                                                                           | Heart, Mind and Soul         |
| "My Destiny"                                                                               | 2005 | —                 | —                 | 16                | —                 | —                 | —                 |                 |                                                                                           | Heart, Mind and Soul         |
| "Asu Wa Kuru Kara" (明日は来るから)                                                        | 2006 | —                 | —                 | 22                | —                 | —                 | —                 |                 |                                                                                           | Heart, Mind and Soul         |
| "Rising Sun / Heart, Mind and Soul"                                                        | 2006 | —                 | —                 | 22                | —                 | —                 | —                 |                 |                                                                                           | Heart, Mind and Soul         |
| "Begin"                                                                                    | 2006 | —                 | —                 | 15                | —                 | —                 | —                 |                 |                                                                                           | Five in the Black            |
| "Sky"                                                                                      | 2006 | —                 | —                 | 6                 | —                 | —                 | —                 |                 |                                                                                           | Five in the Black            |
| "miss you / "O"-Sei.Han.Go."                                                               | 2006 | —                 | —                 | 3                 | —                 | —                 | —                 |                 |                                                                                           | Five in the Black            |
| "Step by Step"                                                                             | 2007 | —                 | —                 | 7                 | —                 | —                 | —                 |                 |                                                                                           | Five in the Black            |
| "Choosey Lover"                                                                            | 2007 | —                 | —                 | 9                 | —                 | —                 | —                 |                 |                                                                                           | Five in the Black            |
| "Lovin' You"                                                                               | 2007 | —                 | —                 | 2                 | —                 | —                 | —                 |                 | - RIAJ: Gold (tải kĩ thuật số)                                                            | T                            |
| "SUMMER ~Summer Dream/Song for you/Love in the Ice~"                                       | 2007 | —                 | —                 | 2                 | —                 | —                 | —                 |                 | - RIAJ: Gold                                                                              | T                            |
| "Shine / Ride on"                                                                          | 2007 | —                 | —                 | 2                 | —                 | —                 | —                 |                 |                                                                                           | T                            |
| "Forever Love"                                                                             | 2007 | —                 | —                 | 4                 | —                 | —                 | —                 |                 |                                                                                           | T                            |
| "Together"                                                                                 | 2007 | —                 | —                 | 3                 | —                 | —                 | —                 |                 |                                                                                           | T                            |
| "Purple Line"                                                                              | 2008 | 72                | —                 | 1                 | 10                | 79                | —                 |                 | - RIAJ: Gold (tải kĩ thuật số)                                                            | T                            |
| "Two Hearts / Wild Soul"                                                                   | 2008 | —                 | —                 | 13                | 57                | —                 | —                 |                 |                                                                                           | The Secret Code              |
| "Runaway / My Girlfriend"                                                                  | 2008 | —                 | —                 | 8                 | 49                | —                 | —                 |                 |                                                                                           | The Secret Code              |
| "If...!? / Rainy Night"                                                                    | 2008 | —                 | —                 | 12                | 32                | —                 | —                 |                 |                                                                                           | The Secret Code              |
| "Close to You / Crazy Life"                                                                | 2008 | —                 | —                 | 9                 | 42                | —                 | —                 |                 |                                                                                           | The Secret Code              |
| "Keyword / Maze"                                                                           | 2008 | —                 | —                 | 7                 | 33                | —                 | —                 |                 |                                                                                           | The Secret Code              |
| "Beautiful You"                                                                            | 2008 | —                 | —                 | 1                 | 10                | —                 | 4                 |                 | - RIAJ: Gold                                                                              | The Secret Code              |
| "Sennen Koi Uta"                                                                           | 2008 | —                 | —                 | 1                 | —                 | —                 | 4                 |                 | - RIAJ: Gold                                                                              | The Secret Code              |
| "Dōshite Kimi o Suki ni Natte Shimattandarō?" (どうして君を好きになってしまったんだろう？) | 2008 | —                 | —                 | 1                 | 6                 | 17                | 4                 |                 | - RIAJ: Gold - 2× Platinum (tải kĩ thuật số)                                              | The Secret Code              |
| "Jumon -Mirotic-"                                                                          | 2008 | —                 | —                 | 1                 | 4                 | 91                | 17                |                 | - RIAJ: Gold - Gold (tải kĩ thuật số)                                                     | The Secret Code              |
| "Bolero"                                                                                   | 2009 | —                 | —                 | 1                 | 6                 | —                 | 5                 |                 | - RIAJ: Gold - Gold (tải kĩ thuật số)                                                     | The Secret Code              |
| "Kiss the Baby Sky"                                                                        | 2009 | —                 | —                 | 1                 | —                 | —                 | 5                 |                 | - RIAJ: Gold                                                                              | The Secret Code              |
| "Wasurenaide" (忘れないで)                                                                 | 2009 | —                 | —                 | 1                 | —                 | —                 | 5                 |                 | - RIAJ: Gold                                                                              | The Secret Code              |
| "Survivor"                                                                                 | 2009 | —                 | —                 | 3                 | 11                | 55                | 1                 |                 | - RIAJ: Gold - Gold (tải kĩ thuật số)                                                     | The Secret Code              |
| "Share the World"                                                                          | 2009 | —                 | —                 | 1                 | 4                 | 5                 | 4                 |                 | - RIAJ: Gold - 3× Platinum (tải kĩ thuật số)                                              | Best Selection 2010          |
| "We Are!"                                                                                  | 2009 | —                 | —                 | 1                 | —                 | 39                | 4                 |                 | - RIAJ: Gold - Gold (Chaku-Uta full)                                                      | Best Selection 2010          |
| "Stand by U"                                                                               | 2009 | 65                | —                 | 2                 | 2                 | 7                 | —                 |                 | - RIAJ: Gold - Platinum (tải kĩ thuật số)                                                 | Best Selection 2010          |
| "Break Out!"                                                                               | 2010 | 3                 | —                 | 1                 | 1                 | 7                 | 4                 |                 | - RIAJ: Platinum - Gold (tải kĩ thuật số)                                                 | Best Selection 2010          |
| "Toki wo Tomete" (時ヲ止メテ)                                                              | 2010 | 2                 | —                 | 1                 | 1                 | 26                | 3                 |                 | - RIAJ: Platinum                                                                          | Best Selection 2010          |
| "Why? (Keep Your Head Down)"                                                               | 2011 | 5                 | —                 | 1                 | 1                 | 1                 | 9                 |                 | - RIAJ: Platinum - Gold (Chaka-uta full) - Gold (PC Haishin) - Platinum (tải kĩ thuật số) | Tone                         |
| "Superstar"                                                                                | 2011 | 8                 | —                 | 2                 | 1                 | 11                | 13                |                 | - RIAJ: Gold                                                                              | Tone                         |
| "Winter Rose"                                                                              | 2011 | 5                 | —                 | 2                 | 2                 | 23                | 10                |                 | - RIAJ: Gold                                                                              | Time                         |
| "Duet" (winter version)                                                                    | 2011 | 5                 | —                 | 2                 | —                 | 23                | 10                |                 | - RIAJ: Gold                                                                              | Tone                         |
| "Still"                                                                                    | 2012 | 6                 | —                 | 1                 | 1                 | 8                 | 7                 |                 | - RIAJ: Gold                                                                              | Time                         |
| "Android"                                                                                  | 2012 | 16                | —                 | 1                 | 2                 | 4                 | 14                |                 | - RIAJ: Gold                                                                              | Time                         |
| "Catch Me -If you wanna-"                                                                  | 2013 | 7                 | —                 | 1                 | 1                 | —                 | —                 |                 | - RIAJ: Gold - Gold (tải kĩ thuật số)                                                     | Time                         |
| "Ocean"                                                                                    | 2013 | 10                | —                 | 2                 | 2                 | —                 | 14                |                 | - RIAJ: Gold                                                                              | Tree                         |
| "Scream"                                                                                   | 2013 | —                 | —                 | 2                 | 2                 | —                 | 16                |                 | - RIAJ: Gold                                                                              | Tree                         |
| "Very Merry Xmas"                                                                          | 2013 | —                 | —                 | 2                 | 3                 | —                 | 19                |                 | - RIAJ: Gold                                                                              | Tree                         |
| "Hide & Seek"                                                                              | 2014 | —                 | —                 | 2                 | 2                 | —                 | —                 |                 | - RIAJ: Gold                                                                              | Tree                         |
| "Something"                                                                                | 2014 | —                 | —                 | 2                 | —                 | —                 | —                 |                 | - RIAJ: Gold                                                                              | Tree                         |
| "Sweat"                                                                                    | 2014 | —                 | —                 | 2                 | 1                 | —                 | —                 |                 | - RIAJ: Gold                                                                              | With                         |
| "Answer"                                                                                   | 2014 | —                 | —                 | 2                 | —                 | —                 | —                 |                 | - RIAJ: Gold                                                                              | With                         |
| "Time Works Wonders"                                                                       | 2014 | —                 | —                 | 2                 | 1                 | —                 | —                 |                 | - RIAJ: Gold                                                                              | With                         |
| "Sakuramichi" (サクラミチ)                                                                 | 2015 | —                 | —                 | —                 | —                 | —                 | —                 |                 | - RIAJ: Gold                                                                              | —                            |
| "Reboot"                                                                                   | 2017 | —                 | —                 | 2                 | 3                 | —                 | —                 |                 | - RIAJ: Gold                                                                              |                              |
| "Road"                                                                                     | 2018 | —                 | —                 |                   |                   |                   |                   |                 |                                                                                           |                              |
| "Jealous"                                                                                  | 2018 | —                 | —                 |                   |                   |                   |                   |                 |                                                                                           |                              |
| "Hot Hot Hot / Mirrors"                                                                    | 2019 | —                 | —                 |                   |                   |                   |                   |                 |                                                                                           |                              |